# Louise de Bourbon-Siciles (1773-1802)
Pour les articles homonymes, voir Louise de Bourbon-Siciles et Bourbon-Siciles.
 (mai 2019).
Si vous disposez d'ouvrages ou d'articles de référence ou si vous connaissez des sites web de qualité traitant du thème abordé ici, merci de compléter l'article en donnant les références utiles à sa vérifiabilité et en les liant à la section « Notes et références ».
Louise Marie Amélie de Bourbon-Siciles, princesse des Deux-Siciles, grande-duchesse de Toscane, est née le 27 juillet 1773 et est morte le 19 septembre 1802. Elle est la fille du roi Ferdinand Ier des Deux-Siciles et de la reine Marie-Caroline d'Autriche.

## Biographie

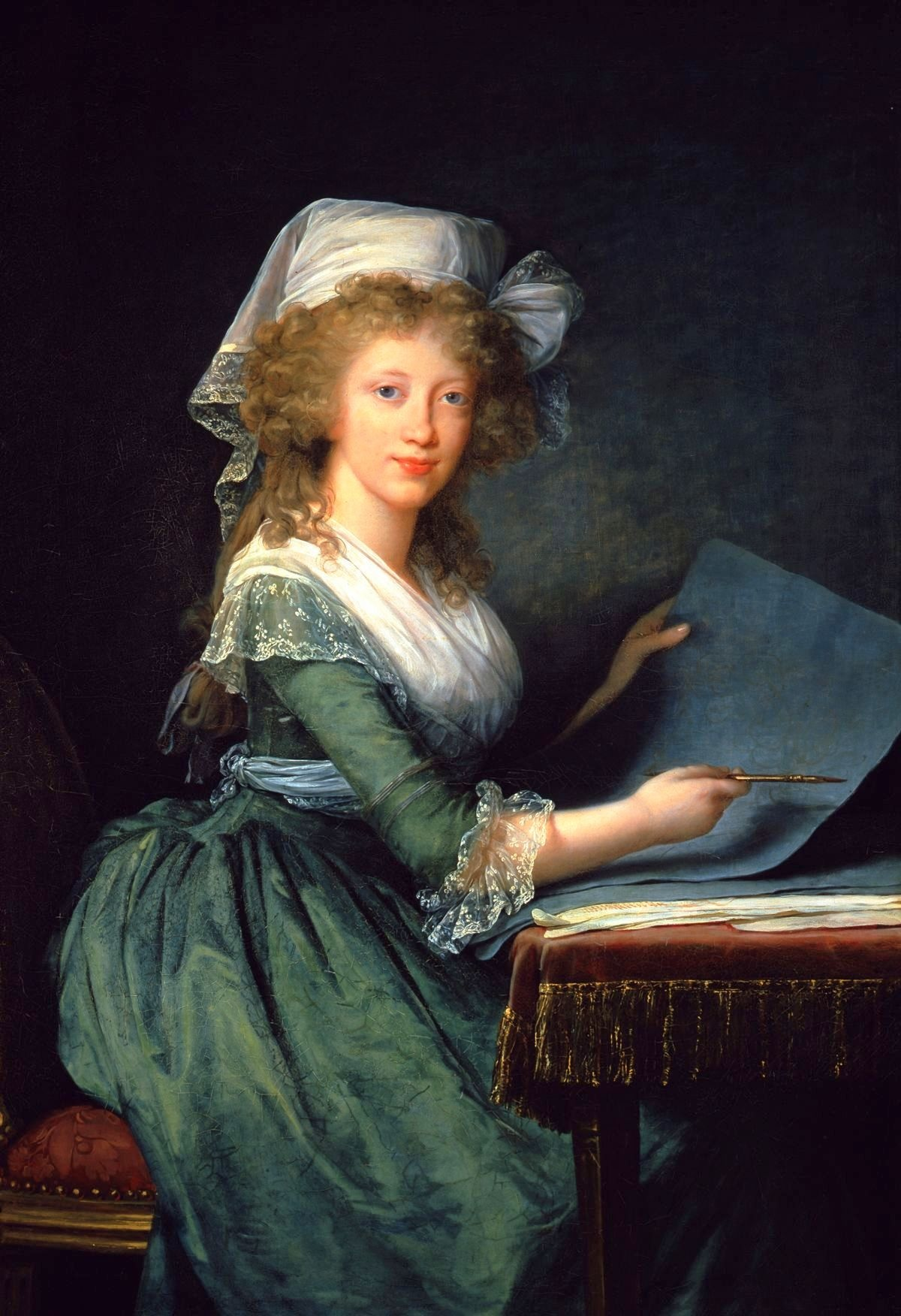
Maria Luisa di Borbone
Princesse des deux Siciles, 1790
par Élisabeth Vigée Le Brun
Musée de Capodimonte, Naples

Issue des deux plus importantes dynasties catholiques européennes, la princesse est la petite-fille du roi Charles III d'Espagne et de la reine née Marie-Amélie de Saxe (+1760) et de l'empereur François Ier du Saint-Empire (+1765) et de l'impératrice et archiduchesse Marie-Thérèse d'Autriche, reine de Bohême et de Hongrie. Elle est notamment une très proche parente du roi Louis XVI de France mais aussi une nièce  de la reine Marie-Antoinette d'Autriche.
Le 15 août 1790, elle épousa le grand-duc Ferdinand III de Toscane, tandis que, le même jour sa sœur aînée Marie-Thérèse épousait l'empereur François II du Saint-Empire, frère aîné de Ferdinand.
Les conjoints étaient doublement cousins puisque tous petits-enfants de l'empereur François Ier du Saint-Empire et de l'impératrice Marie-Thérèse et du roi Charles III d'Espagne et de la reine Marie-Amélie de Saxe. Cependant, les méfaits possibles de la consanguinité étaient alors ignorés. Les mariages de princes et des princesses relevaient de considérations politiques et, si l'inceste était prohibé, cela relevait de réflexions immémoriales et non de résultats scientifiques. Aussi le pape - en l'occurrence Pie VI - accorda-t-il sans barguigner la dispense nécessaire qui autorisait le mariage entre un prince et une princesse si proches par les liens du sang.
De cette union naîtront :
- Caroline Ferdinande Thérèse de Habsbourg-Toscane (1793-1802)
- François Léopold de Habsbourg-Toscane (1794-1800)
- Léopold II de Toscane, grand-duc de Toscane (1797-1870)
- Marie Louise Josèphe Christine Rose de Habsbourg-Toscane (1799-1857)
- Marie-Thérèse de Habsbourg-Toscane (1801-1855), en 1817 elle épousa le roi de Sardaigne Charles Albert de Savoie.
- Un fils mort-né en 1802.

Elle meurt en couches le 19 septembre 1802 à l'âge de 29 ans, elle est enterrée avec son fils mort-né dans ses bras.